# 久保飛翔
久保 飛翔（くぼ つばさ、1993年11月10日 - ）は、愛媛県松山市出身の元サッカー選手。現役時代のポジションは、DF（CB）。

## 来歴
幼稚園の年少から剣道を習っていたが、日韓W杯を観たことがきっかけとなって小学校2年生からサッカーを始める。当初はFWとしてプレーしていたものの、中学3年でチーム事情からDFを経験。済美高校進学後は本格的にコンバートされ、キャプテンとして藤本佳希らと共に済美高校を高校選手権史上初となるベスト16にまで導き、自らも優秀選手として表彰されるなど実績を上げる。卒業後は慶應義塾大学に進学。スランプや怪我などで苦しんだ時期もあったが、徐々に出場機会を増やし主力として定着。4年次には主将を務め、同期の端山豪らと共にチームを支えた。
2016年、ファジアーノ岡山へ入団。高校時代にチームメイトであった藤本佳希と再びチームメイトとなる。ルーキーイヤーは、同ポジションの選手にケガ人が続出したことで、序盤戦からベンチ入りを続けていたものの、出場することは叶わなかった。また、5月には自らも練習中に右第5中足骨骨折という全治3か月の大怪我を負ってしまい、残りのシーズンを棒に振る形となった。
2018年12月、現役引退が発表された。

## 所属クラブ
- 帝人SS
- 愛媛FCジュニアユース
- 2009年 - 2012年 済美高等学校（愛媛県）
- 2012年 - 2016年 慶應義塾大学
- 2016年 - 2018年 ファジアーノ岡山FC

## 個人成績
| 国内大会個人成績 | 国内大会個人成績 | 国内大会個人成績 | 国内大会個人成績 | 国内大会個人成績 | 国内大会個人成績 | 国内大会個人成績 | 国内大会個人成績 | 国内大会個人成績 | 国内大会個人成績 | 国内大会個人成績 | 国内大会個人成績 |
| 年度             | クラブ           | 背番号           | リーグ           | リーグ戦         | リーグ戦         | リーグ杯         | リーグ杯         | オープン杯       | オープン杯       | 期間通算         | 期間通算         |
| 年度             | クラブ           | 背番号           | リーグ           | 出場             | 得点             | 出場             | 得点             | 出場             | 得点             | 出場             | 得点             |
| 日本             | 日本             | 日本             | 日本             | リーグ戦         | リーグ戦         | リーグ杯         | リーグ杯         | 天皇杯           | 天皇杯           | 期間通算         | 期間通算         |
| ---------------- | ---------------- | ---------------- | ---------------- | ---------------- | ---------------- | ---------------- | ---------------- | ---------------- | ---------------- | ---------------- | ---------------- |
| 2016             | 岡山             | 23               | J2               | 0                | 0                | -                | -                | 0                | 0                | 0                | 0                |
| 2017             | 岡山             | 23               | J2               | 0                | 0                | -                | -                | 0                | 0                | 0                | 0                |
| 2018             | 岡山             | 23               | J2               | 3                | 0                | -                | -                | 0                | 0                | 3                | 0                |
| 通算             | 日本             | 日本             | J2               | 3                | 0                | -                | -                | 0                | 0                | 3                | 0                |
| 総通算           | 総通算           | 総通算           | 総通算           | 3                | 0                | 0                | 0                | 0                | 0                | 3                | 0                |

## 代表・選抜歴
- 2013、14年度デンソーカップチャレンジ関東選抜A